# Graham Leadbitter
Graham Leadbitter est un homme politique du Parti national écossais (SNP) qui est député de Moray West, Nairn et Strathspey depuis 2024.

## Biographie
Leadbitter fait ses études à la Biggar High School et étudie l'informatique à l'Open University, où il obtient un diplôme. Il travaille ensuite comme attaché de presse de circonscription pour le député de Moray de l'époque, Angus Robertson et le député provincial de Moray, Richard Lochhead, de 2001 à 2007.
Leadbitter est conseiller du quartier sud de la ville d'Elgin au sein du conseil de Moray de 2007 à août 2024. En 2017, il devient co-dirigeant du groupe SNP au conseil et entre 2018 et 2022, il est chef du conseil. De 2022 à 2024, il est co-dirigeant du groupe d'opposition SNP au conseil. Leadbitter est sélectionné comme candidat du SNP pour la circonscription de Moray West, Nairn et Strathspey en octobre 2023 et est élu au Parlement lors des élections générales de 2024.